# Hajdúszoboszló tömegközlekedése
Hajdúszoboszló tömegközlekedéséről a Volánbusz gondoskodik.

## Történelem
Hajdúszoboszlón 1950-ben kezdődött a helyi tömegközlekedés. Helyi járműveket viszont csak 2004-óta használnak. Ekkor Ikarus 260-as, MAN SL 222-es és MAN SL 223-as autóbuszokat használtak. Négy járat volt, az 1-es, 1A  3-as, 6-os és Tesco járat. 2009-ben két Solaris Urbino 12-t állítottak forgalomba, az Ikarus 260-asokat lecserélve. Két év múlva ezek Debrecenbe kerültek, és azóta a MAN buszok járják Hajdúszoboszló útjait. Még 2011-ben létrehozták a 2-es vonalat. 2013-ban megszűnt a 3-as és 6-os vonal. 2017-ben megszűnt a Tesco járat és létrejött a 2A betétjárat.

## Helyi járműpark
- 4 MAN SL 223 szólóbusz
- 1 Ikarus 120e szólóbusz

## Viszonylatok
Üzemelő viszonylatok:
- 1: Kösely Zrt. – Autóbusz-állomás – Vasútállomás
- 1A: Autóbusz-állomás – Kossuth utca – Vasútállomás
- 2: Autóbusz-állomás – Hőforrás út – Vasútállomás
- 2A: Autóbusz-állomás – Hétvezér telep – Autóbusz-állomás
- 3: Autóbusz-állomás – Tesco Áruház

Megszűnt viszonylatok:
- 3: Autóbusz-állomás – Nádudvari utca (Temető)
- 6: Kösely Zrt. – Vasútállomás
- Tesco: Autóbusz-állomás – Tesco áruház

## Díjszabás
A helyi járat díjtételeit Hajdúszoboszló Város Önkormányzata és a Volánbusz között megkötött közszolgáltatási szerződés határozza meg.